# リタ賞
リタ賞またはRITA賞（リタしょう、RITA Award）は、ロマンスのジャンルのフィクション作品に贈られるアメリカ合衆国の文学賞。主催はアメリカ・ロマンス作家協会。傑出したロマンスの長編及び中編小説を表彰し、その素晴らしさを奨励するために創設された。賞の名は、RWAの初代会長リタ・クレイ・エストラーダにちなむ。

## 賞の設立と発展
1980年に新たに創設されたアメリカ・ロマンス作家協会（略称：RWA）が、ロマンスのジャンルの振興を目的としたコンテストや会議を設けようと考えた。RWAは早速、2つの主要部門を持つコンテストを創設、1つはプロの作家のためのもので、もう1つがまだ作品が世に出ていないいわゆる新人賞である。RWAの共同創設者であるリタ・ギャラガーは新人賞をゴールデン・ハート（Golden Heart ）と、その娘で同じく創設者の1人であるリタ・クレイ・エストラーダはプロの作家部門をゴールデン・メダリオン（Golden Medallion ）と名付けた。
ゴールデン・ハートの応募者はまず、作品のあらすじと原稿の最初の3章を提出する。コンテストの開始当初はページ数の規定はなかったが、後に選考の平等を鑑みて規定が設けられるようになった。1980年か1981年頃は、まだ賞は細分化されておらず、第一席、第二席……といった順序付けのみあったが、1983年にゴールデン・ハート及びゴールデン・メダリオン双方が6部門ずつに分けられた。
ゴールデン・メダリオン賞はオリンピックのメダルに似た装飾付きのペンダントが、ゴールデン・ハート賞は金のハートが付いた金のネックレスがモチーフとなっている。
RWA設立10周年となる1990年、ゴールデン・メダリオン賞はリタ賞へと改名された。RWAは優れたロマンス作品とリタ賞を象徴する小像のデザイン・コンテストを開催し、ダラス出身のマリリン・クレイの作品が選ばれた。

## 賞の選考過程
毎年、秋にエントリーを開始する。長編作品は40,000語以上、中編作品は20,000語 - 40,000語程度とされるが、±2%程度の超過・不足は差支えない範囲である。エントリー費用として、RWA会員は1エントリーにつき50ドルを、非会員は1エントリーにつき170ドルを支払わなければならない。エントリーの制限年齢は、エントリー開始時点で18歳以上であることが求められる。2,000作近い作品が、著者あるいは編集者により応募される。既に作品を持つロマンス作家により最初の選考が行われ、最終候補にふさわしい5作品に絞られ、最終選考へと進む。選考は、1点から10点満点で0.1点刻みで評価される。3月中旬にRWAにより最終候補作品が発表され、選考委員が評価しスコアを付け、受賞作が決定する。受賞者は年に一度、7月に行われるRWAの国際会議の最終日のセレモニーで発表される。受賞者は金の小像を、編集者は銘板を授与される。現在のコンテストのルールは、RWAの公式ウェブサイトの賞のセクションで見ることができる。

## 部門
全ての部門に共通するガイドラインとして「ラブストーリーが主題で、ロマンスの結末は感情的に満足できるものか楽観的なものがよい（ハッピーエンド）」がある。
| 部門名                     | 英語部門名                       | 解説・ガイドライン |
| -------------------------- | -------------------------------- | --- |
| 最優秀処女作品             | Best First Book                  | 別のコンテストのカテゴリ（ゴールデン・ハート）でエントリーされた作品。著者（または作家チーム）はそれまでにどのような形態でも他に小説（及び中編）を出版していないことが求められる。                                 |
| 現代ロマンス（長編）       | Contemporary Romance: Long       | 1950年〜現在を舞台とし、主にロマンティックな関係を主題とした、84,000語かそれ以上の長さの作品。 |
| 現代ロマンス（中編）       | Contemporary Romance: Mid-Length | 1950年〜現在を舞台とし、主にロマンティックな関係を主題とした、56,000語〜84,000語の長さの作品。 |
| 現代ロマンス（短編）       | Contemporary Romance: Short      | 1950年〜現在を舞台とし、主にロマンティックな関係を主題とした、40,000語〜56,000語の長さの作品。 |
| エロティック・ロマンス     | Erotic Romance                   | ストーリーの一部、登場人物の成長、関係の発展に強くはっきりとした性的描写が欠かすことができず、且つストーリーラインを損なわない。他のロマンスのジャンル（パラノーマルやヒストリカルなど）の要素が入っていても良い。 |
| 歴史ロマンス（長編）       | Historical Romance: Long         | 1950年以前を舞台とした、89,000語以上の長さの作品。 |
| 歴史ロマンス（短編）       | Historical Romance: Short        | 1950年以前を舞台とした、40,000語〜89,000語の長さの作品。 |
|                            | Inspirational Romance            | 宗教的、もしくは霊的なシーンが不可欠な作品。 |
| パラノーマル・ロマンス     | Paranormal Romance               | 未来やファンタジー世界などパラノーマルな（科学的に説明できない）要素が不可欠な作品。 |
| 中編小説                   | Romance Novella                  | ロマンティックな関係に主題を置いた中編作品。 |
| ロマンティック・サスペンス | Romantic Suspense                | サスペンス、ミステリー、スリル要素が不可欠な作品。 |
| ヤングアダルト・ロマンス   | Young Adult Romance              | ラブストーリーが主題の、青少年向けの作品。 |

### 最優秀処女作品
- 1990年：アライナ・ホーソン "Out of the Blue"
- 1991年：ディー・ホームズ "Black Horse Island"
- 1992年：クリスティーナ・ドット（英語版） "Candle in the Window"
- 1993年：ジーン・レニック "Trust Me"
- 1994年：メーガン・チャンス "A Candle in the Dark"
- 1995年：アンジー・レイ "Ghostly Enchantment"
- 1996年：エリザベス・エリオット（英語版） "The Warlord"
- 1997年：リン・カーランド（英語版） 『きのうの星屑に願いを』 (Stardust of Yesterday )
- 1998年：エリザベス・ボイル "Brazen Angel"
- 1999年：アデル・アシュワース "My Darling Caroline"
- 2000年：イゾルデ・マーティン "The Maiden and The Unicorn"
- 2001年：フェイ・ロビンソン "A Man Like Mac"
- 2002年：エリザベス・イングリッシュ "The Border Bride"
- 2003年：ウェンディ・リンドストロム "Shades of Honor"
- 2004年：スーザン・クランダル 『ひとときの永遠』 (Back Roads)
- 2005年：ラニ・ダイアン・リッチ "Time Off For Good Behavior"
- 2006年：ステファニー・フィーガン "Show Her The Money"
- 2007年：トレイシー・アン・ウォレン 『あやまちは愛』 (The Husband Trap)
- 2008年：テリ・ガレイ "Dead Girls Are Easy"
- 2009年：テラ・リン・チャイルズ "Oh. My. Gods."
- 2010年：ケイト・ブレイディ "One Scream Away"
- 2011年：カーキ・ワーナー "Pieces of Sky"
- 2012年：デリンダ・ジョーンズ（英語版） "First Grave on the Right"
- 2013年：シモーネ・セント・ジェームズ "The Haunting of Maddy Clare"
- 2014年：ローラ・ドレイク（英語版） "The Sweet Spot"
- 2015年：クララ・ケンジー "Run to You"
- 2016年：Pintip Dunn（英語版） "Forget Tomorrow"
- 2017年：Cheryl Etchison "Once and For All: An American Valor Novel"
- 2018年：Alexis Daria "Take the Lead"

### 現代ロマンス
「シングル・タイトル」はシリーズものではない単独作品に贈られる。部門の名は以下のように変遷している。現代ロマンス部門（1982年）、現代ロマンス 6万5000語 - 8万語（1984年）、現代単独作品（1990年、1992年 - 1993年）、現代単独作品（ロマンス）（1994年 - 2008年）。
- 1982年：
  - 現代ロマンス：ブルック・ヘイスティングス 『ブルー・シティ』 (Winner Take All)
  - 主流ロマンス：バーバラ・フェイス（英語版） "The Sun Dancers"
- 1983年：
  - 主流ロマンス：リンダ・トレント 『オパール色の愛の炎』 (Opal Fires)
  - 官能ロマンス：ノーラ・ロバーツ 『明日に吹く風』 (The Heart's Victory)
  - スイートロマンス：ディクシー・ブラウニング（英語版） Renegade Player
- 1984年：
  - 6万5000語 - 8万語：ノーラ・ロバーツ 『魔法のときをふたりで』 (This Magic Moment) & デアドル・マードン 『バスルームの人魚』 (Destiny's Sweet Errand)
  - トラディショナル：ノーラ・ロバーツ "Untamed"
- 1985年：
  - 長編シリーズ：ノーラ・ロバーツ 『誘いかける瞳』 (A Matter of Choice)
  - 主流ロマンス：キャスリーン・G・シーデル "After All These Years"
  - 短編：ノーラ・ロバーツ 『炎と氷のロマンス』 (Opposites Attract)
  - トラディショナル：ブリタニー・ヤング "The Karas Cup"
- 1986年：
  - シングル・タイトル：アン・スチュアート（英語版） "Banish Misfortune"
  - 長編シリーズ：ジョージア・ボコーヴン 『雪の天使』 (Today, Tomorrow and Always)
  - 短編：ジョーン・ホール（英語版） 『クリスマスの天使』 (Much Needed Holiday)
  - トラディショナル：ドリーン・オウェンズ・マレク "The Crystal Unicorn"
- 1987年：
  - シングル・タイトル：トム&シャロン・カーティス "Sunshine and Shadow"
  - 長編シリーズ：ノーラ・ロバーツ 『シャッター・シャワー[注 2]』 (One Summer)
  - 短編シリーズ：キャスリーン・クレイトン "Still Waters"
  - トラディショナル：サンディ・デングラー "Opal Fire"
- 1988年：
  - シングル・タイトル：バーバラ・デリンスキー（英語版） "Twilight Whispers"
  - 長編シリーズ：キャスリーン・クレイトン "In the Defense of Love"
  - 短編：テリー・ヘリントン 『アプリコットの香り』 (Stolen Moments)
  - トラディショナル：リタ・レインヴィル "It Takes a Thief"
- 1989年：
  - シングル・タイトル：リンダ・バーロウ 『危険な愛のかおり』 (Leaves of Fortune)
  - 長編シリーズ：シェリル・レビス 『春雷』 (A Crime of the Heart)
  - 短編：キャスリーン・クレイトン "Winter's Daughter"
  - トラディショナル：ベサニー・キャンベル（英語版） 『森の夢』 (Flirtation River)
- 1990年：
  - シングル・タイトル：ダイアン・チャンバーレイン（英語版） "Private Relations"
  - 長編シリーズ：キャスリーン・コーベル "The Ice Cream Man"
  - 短編シリーズ：ジェニファー・グリーン（英語版） "Night of the Hunter"
  - トラディショナル：モナ・ヴァン・ウィーレン（英語版） 『春風のラプソディー』 (Rhapsody in Bloom)
- 1991年：
  - 長編シリーズ：シェリル・レビス "Patrick Gallagher's Widow"
  - 短編シリーズ：ジャン・ハドソン "Step Into My Parlor"
  - トラディショナル：ルーシー・ゴードン（英語版） 『ローレライ 愛の調べ』 (Song of the Lorelei)
- 1992年：
  - シングル・タイトル：アイリーン・ドライアー "A Man to Die For"
  - 長編シリーズ：キャスリーン・コーベル "A Rose for Maggie"
  - 短編シリーズ：グレンダ・サンダーズ "A Human Touch"
  - トラディショナル：ベサニー・キャンベル 『独りぼっちのハネムーン』 (Every Kind of Heaven)
- 1993年：
  - シングル・タイトル：キャスリーン・イーグル（英語版） "This Time Forever"
  - 長編シリーズ：カレン・ヤング（英語版） 『嵐の季節』 (The Silence of Midnight)
  - 短編シリーズ：ヘレン・R・マイヤーズ 『わかちあう愛』 (Navarrone)
  - トラディショナル：マリー・フェラレーラ（英語版） 『ファーザーグース』 (Father Goose)
- 1994年：
  - シングル・タイトル：ノーラ・ロバーツ 『愛と裏切りのスキャンダル』 (Private Scandals)
  - 長編シリーズ：エミリー・リチャーズ（英語版） "Dragonslayer"
  - 短編シリーズ：グレナ・マクレイノルズ "Avenging Angel"
  - トラディショナル：リンゼイ・ロングフォード "Annie and the Wise Men"
- 1995年：
  - シングル・タイトル：キャスリン・G・シーデル "Again"
  - 長編：キャスリーン・コーベル "A Soldier's Heart"
  - 短編シリーズ：ジェニファー・クルージー（英語版） 『危ない恋人』 (Getting Rid of Bradley)
  - トラディショナル：ローリン・チャンドラー（英語版） "Oh Baby!"
- 1996年：
  - シングル・タイトル：ノーラ・ロバーツ 『心やすらぐ緑の宿 』 (Born in Ice)
  - 長編：ジャスティン・デイビス "The Morning Side of Dawn"
  - 短編：ジェニファー・グリーン（英語版） 『永遠の魔法』 (Single Dad)
  - トラディショナル：エリザベス・サイツ 『気になる同居人』 (Stranger in Her Arms)
- 1997年：
  - シングル・タイトル：バーバラ・フリーシー 『その愛に守られて』 (Daniel's Gift)
  - 長編シリーズ：ナオミ・ホートン "Wild Blood"
  - 短編シリーズ：アン・マカリスター（英語版） "Cowboy Pride"
  - トラディショナル：ローリン・チャンドラー（英語版） 『運命のバースデー』 (Her Very Own Husband)
- 1998年：
  - シングル・タイトル：スーザン・エリザベス・フィリップス 『あなたがいたから』 (Nobody's Baby But Mine)
  - 長編：ルース・ウィンド "Reckless"
  - 短編：ジェニファー・グリーン "Nobody's Princess"
  - トラディショナル：ルーシー・ゴードン 『愛の物語の結末は?』 (His Brother's Child)
- 1999年：
  - シングル・タイトル：スーザン・エリザベス・フィリップス 『あの夢の果てに』 (Dream A Little Dream)
  - 長編：ルース・ウィンド 『奪われた歳月』 (Meant to Be Married)
  - 短編：キャロライン・クロス "The Notorious Groom"
  - トラディショナル：クリスティン・ガブリエル "Monday Man"
- 2000年：
  - シングル・タイトル：スーザン・ブロックマン 『ボディガード』 (Body Guard)
  - 長編：スーザン・ブロックマン "Undercover Princess"
  - 短編：アン・マカリスター "The Stardust Cowboy"
  - トラディショナル：クリスティン・ガブリエル "Annie, Get Your Groom"
- 2001年：
  - シングル・タイトル：スーザン・エリザベス・フィリップス 『ファースト・レディ』 (First Lady)
  - 長編：マリリン・パパーノ "Rogue's Reform"
  - 短編：ステファニー・ボンド 『ため息の午後』 (It Takes A Rebel)
  - トラディショナル：リズ・フィールディング（英語版） 『恋するブライズメイド』 (The Best Man & The Bridesmaid)
- 2002年：
  - シングル・タイトル：レイチェル・ギブソン（英語版） 『あの夏の湖で』 (True Confessions)
  - 長編：フェイ・ロビンソン "Coming Home To You"
  - 短編：バーバラ・デイリー（英語版） 『クリスマスは終わらない』 (A Long Hot Christmas )
  - トラディショナル：サンドラ・ステファン "Quinn's Complete Seduction"
- 2003年：
  - シングル・タイトル：バーバラ・サミュエル "No Place Like Home"
  - 長編：キャサリン・マン（英語版） "Taking Cover"
  - 短編：シンディ・ジェラード（英語版） 『去りゆくプレイボーイ』 (Taming The Outlaw)
  - トラディショナル：デビー・マッコマー（英語版） "The Christmas Basket"
- 2004年：
  - シングル・タイトル：ノーラ・ロバーツ 『優しい絆をもう一度』 (Birthright)
  - 長編：キャスリーン・クレイトン "The Top Gun's Return"
  - 短編：ニコル・バーナム（英語版） 『王女様に乾杯！』 (The Knight's Kiss)
  - トラディショナル：マリオン・レノックス 『裸足のプリンセス』 (Her Royal Baby)
- 2005年：
  - シングル・タイトル：ジェニファー・クルージー 『恋におちる確率』 (Bet Me)
  - 長編：イングラス・クーパー "John Riley's Girl"
  - 短編：バーバラ・マコーリィ（英語版） 『シンデレラの逃避行』 (Miss Pruitt's Private Life)
  - トラディショナル：ジェシカ・ハート（英語版） 『天使たちの休日』 (Christmas Eve Marriage)
- 2006年：
  - シングル・タイトル：スーザン・ウィッグス（英語版） 『一度の夏では足りなくて』 (Lakeside Cottage)
  - 長編：ディアナ・ラブ・スネル "Worth Every Risk"
  - 短編：リズ・フィールディング（英語版） 『いつかかなう夢』 (The Marriage Miracle)
  - トラディショナル：マリオン・レノックス 『一夜だけのプリンセス』 (Princess of Convenience)
- 2007年：
  - シングル・タイトル：カリダー・フェレール "Adios To My Old Life"
  - 長編：ローリー・ハンデランド（英語版） "The Mommy Quest"
  - 短編：ジェシカ・バード "From the First"
  - トラディショナル：バーバラ・ハネイ（英語版） 『急ぎすぎた二人』 (Claiming His Family)
- 2008年：
  - シングル・タイトル：クリスタン・ヒギンズ "Catch of the Day"
  - シリーズ：ジャニス・ジョンソン "Snowbound"
  - サスペンス / アドベンチャー（シリーズ）：ヘレン・ブレナ "Treasure"
- 2009年：
  - シングル・タイトル：レイチェル・ギブソン 『恋愛運のない理由』 (Not Another Bad Date)
  - シリーズ：カレン・テンプルトン "A Mother's Wish"
  - サスペンス / アドベンチャー（シリーズ）：キャスリーン・クレイトン "Danger Signals"
- 2010年：
  - シングル・タイトル：クリスタン・ヒギンズ 『最悪で最高の恋人』 (Too Good To Be True)
  - シリーズ：ベス・アンドリューズ "A Not-So-Perfect Past"
  - サスペンス / アドベンチャー（シリーズ）：シンディ・ディーズ "The Soldier's Secret Daughter"
- 2011年：
  - シングル・タイトル：ジル・シャルヴィス（英語版） "Simply Irresistible"
  - シリーズ：カレン・テンプルトン "Welcome Home, Cowboy"
  - サスペンス / アドベンチャー（シリーズ）：ヘレン・ブレナ "The Moon That Night"
- 2012年：
  - シングル・タイトル：フィオナ・ロウ "Boomerang Bride"
  - シリーズ：サラ・モーガン "Doukaki's Apprentice"
  - サスペンス / アドベンチャー（シリーズ）：シンディ・ディーズ "Soldier's Last Stand"
- 2013年：
  - シングル・タイトル：バーバラ・フリーシー（英語版） "The Way Back Home"
  - 長編シリーズ：カレン・テンプルトン "A Gift For All Season"
  - 短編シリーズ：サラ・モーガン 『ボスを愛した罪』 (A Night of No Return)
- 2014年：
  - シングル・タイトル：モリー・オキーフェ（英語版） "Crazy Thing Called Love"
  - 短編シリーズ：リー・アシュトン（英語版） "Why Resist a Rebel?"
- 2015年：
  - 長編：ジェーン・グレイヴス "Baby, It's You"
  - 中編：ジル・シャルヴィス（英語版） "One in a Million"
  - 短編：カロ・カールソン "A Texas Rescue Christmas"
- 2016年
  - 長編：Maisey Yates "Brokedown Cowboy"
  - 中編：Sarina Bowen and Elle Kennedy（英語版） "Him"
  - 短編：Sarah M. Anderson "The Nanny Plan"
- 2017年 
  - 長編：Sarah Morgan（英語版） "Miracle on 5th Avenue"
  - 中編：Virginia Kantra "Carolina Dreaming"
  - 短編：Michelle Major "Christmas on Crimson Mountain"
- 2018年
  - 長編：Lexi Ryan  "Falling Hard"
  - 中編：Abigail Strom "Tell Me"
  - 短編：Kait Nolan "Second Chance Summer"

### エロティック・ロマンス
- 2014年：J・ケナー "Claim Me"
- 2015年：ティファニー・ライス "The Saint"
- 2016年：Alexis Hall "For Real: A Spires Story"
- 2017年：Roni Loren "Off the Clock"
- 2018年：J. Kenner "Wicked Dirty"
- 2019年：Elia Winters "Three-Way Split"

### 歴史ロマンス
- 1982年：
  - カテゴリベスト：コンスタンス・ラベンロック "Rendezvous at Gramercy"
  - 主流ヒストリカル：アンナ・ジェームズ（英語版） "Day Beyond Destiny"
- 1983年：
  - カテゴリベスト：マーラ・シーガー "Defiant Love"
  - 主流ヒストリカル：ラヴィル・スペンサー（英語版） "The Endearment"
- 1984年：
  - カテゴリベスト：ジュリー・ジェフリーズ "The Clergyman's Daughter"
  - ヒストリカル：ラヴィル・スペンサー "Hummingbird"
- 1985年：
  - ヒストリカル：ラヴィル・スペンサー "Twice Loved"
  - リージェンシー：ケーシー・マイケルズ "The Lurid Lady Lockport"
- 1986年：
  - ヒストリカル：フランシン・リバーズ（英語版） "Not So Wild a Dream"
  - リージェンシー：モネット・カミングス "The Beauty's Daughter"
- 1987年：
  - ヒストリカル：ロビン・カー（英語版） "By Right of Arms"
  - リージェンシー：アマンダ・スコット "Lord Abberley's Nemesis"
- 1988年：
  - ヒストリカル：ラヴィル・スペンサー "The Gamble"
  - リージェンシー：スーザン・キャロル "Sugar Rose"
- 1989年：
  - ヒストリカル：ジル・マリー・ランディス（英語版） "Sunflower"
  - リージェンシー：スーザン・キャロル "Brighton Road"
- 1990年：
  - シリーズ：ジュリー・ガーウッド 『太陽に魅せられた花嫁』 (The Bride)
  - 単独もの：パトリシア・ガードナー "Silver Noose"
  - リージェンシー：メアリー・ジョー・パトニー（英語版） "The Rake and the Reformer"
- 1991年：
  - シリーズ：ペネロペ・ウィリアムスン（英語版） 『運命の夜に抱かれて』 (A Wild Yearning)
  - 単独もの：エリザベス・スチュアート "Where Love Dwells"
  - リージェンシー：ロレッタ・チェイス（英語版） "The Sandalwood Princess"
- 1992年：
  - シリーズ：ジョディ・トマス（英語版） "The Tender Texan"
  - 単独もの：パメラ・モルシ（英語版） "Courting Miss Hattie"
  - リージェンシー：ジョー・ベヴァリー（英語版） "Emily and the Dark Angel"
- 1993年：
  - シリーズ：シェリル・レビス "The Prisoner"
  - 単独もの：ペネロペ・ウィリアムスン "Keeper of the Dream"
  - リージェンシー：ジョー・ベヴァリー 『侯爵の憂鬱な結婚』 (An Unwilling Bride)
- 1994年：
  - シリーズ：ジョー・ベヴァリー 『仮面に秘めた涙』 (My Lady Notorious)
  - 単独もの：エリザベス・ローウェル（英語版） "Untamed"
  - リージェンシー：ジョー・ベヴァリー "Deidre and Don Juan"
- 1995年：
  - ベスト・ヒストリカル：ジョディ・トマス（英語版） "To Tame a Texan's Heart"
  - 長編：メアリー・ジョー・パトニー 『風に乗ってダンスを』 (Dancing on the Wind)
  - リージェンシー：カーラ・ケリー（英語版） 『ふたたび、恋が訪れて』 (Mrs. Drew Plays Her Hand)
- 1996年：
  - 長編：パメラ・モルシ "Something Shady"
  - 短編：ロレッタ・チェイス 『悪の華にくちづけを』 (Lord of Scoundrels)
  - リージェンシー：アリシア・ラズリー（英語版） "Gwen's Christmas Ghost"
- 1997年：
  - 長編：ローラ・リー・ガーク（英語版） 『楽園に落ちた天使』 (Conor's Way)
  - 短編：ロレイン・ヒース（英語版） 『愛を刻んでほしい』 (Always to Remember)
  - リージェンシー：カーラ・ケリー（英語版） 『あなたの夢に染まる丘』 (The Lady's Companion)
- 1998年：
  - 長編：マギー・オズボーン "Promise of Jenny Jones"
  - 短編：バーバラ・サミュエル "Heart of a Knight"
  - リージェンシー：ジーン・R・イーウィング "Love's Reward"
- 1999年：
  - 長編：コニー・ブロックウェイ 『ふりむけば恋が』 (My Dearest Enemy)
  - 短編：パトリシア・コグリン "Merely Married"
  - リージェンシー：エマ・ジェンソン "His Grace Endures"
- 2000年：
  - 長編：パトリシア・ライアン（英語版） "Silken Threads"
  - 短編：ジュディス・アイボリー（英語版） 『舞踏会のレッスンへ』 (The Proposition)
  - リージェンシー：ナンシー・バトラー "The Rake's Retreat"
- 2001年：
  - 長編：ジョー・ベヴァリー "Devilish"
  - 短編：スーザン・ウィッグス（英語版） "The Mistress"
  - リージェンシー：エマ・ジェンソン "A Grand Design"
- 2002年：
  - 長編：コニー・ブロックウェイ 『純白の似合う季節に』 (The Bridal Season)
  - 短編：バーバラ・ドーソン・スミス（英語版） "Tempt Me Twice"
  - リージェンシー：ジェシカ・ベンソン 『秘密の賭けは伯爵とともに』 (Much Obliged)
- 2003年：
  - 長編：マデリン・ハンター（英語版） "Stealing Heaven"
  - 短編：シェリル・レビス "The Bride Fair"
  - リージェンシー：バーバラ・メッツガー "A Debt to Delia"
- 2004年：
  - 長編：キャスリーン・ギブンズ "The Destiny"
  - 短編：リサ・クレイパス 『悲しいほどときめいて』 (Worth Any Price)
  - リージェンシー：ナンシー・バトラー "Prospero's Daughter"
- 2005年：
  - 長編：ローラ・キンセイル（英語版） 『黒き影に抱かれて』 (Shadowheart)
  - 短編：スーザン・ケイ・ロー "A Wanted Man"
  - リージェンシー：ソフィア・ナッシュ "A Passionate Endeavor"
- 2006年：
  - 長編：リズ・カーライル（英語版） 『戯れの夜に惑わされ』 (The Devil to Pay)
  - 短編：ジョディ・トマス "The Texan's Reward"
  - リージェンシー：ダイアン・ガストン（英語版） "A Reputable Rake"
- 2007年：
  - 長編：ジュリア・クイン 『夢の乙女に永遠の誓いを』 (On the Way to the Wedding)
  - 短編：ベティーナ・クラハン（英語版） "The Book of True Desires"
- 2008年：
  - 長編：マデリン・ハンター 『誘惑の旅の途中で』 (Lessons of Desire)
  - リージェンシー：ジュリア・クイン 『ミランダの秘密の日記』 (The Secret Diaries of Miss Miranda Cheever)
- 2009年：
  - 長編：パム・ローゼンタール（英語版） 『女神は禁じられた果実を』 (The Edge of Impropriety)
  - リージェンシー：ジョアンナ・ボーン（英語版） "My Lord and Spymaster"
- 2010年：
  - 長編：シェリー・トマス 『灼けつく愛のめざめ』 (Not Quite a Husband)
  - リージェンシー：ジュリア・クイン "What Happens in London"
- 2011年：
  - 長編：シェリー・トマス "His at Night"
  - リージェンシー：ローレン・ウィリグ（英語版） "The Mischief of the Mistletoe"
- 2012年：
  - 長編：ジョアンナ・ボーン "The Black Hawk"
  - リージェンシー：テッサ・デア（英語版） 『きみはぼくの帰る場所』 (A Night to Surrender)
- 2013年：
  - 長編：サラ・マクリーン（英語版） 『偽りのあなたに真実の誓いを』 (A Rogue by Any Other Name)
- 2014年：
  - 長編：サラ・マクリーン 『偽りの別れに愛のあがないを』 (No Good Duke Goes Unpunished)
- 2015年：
  - 長編：メレディス・デュラン "Fool Me Twice"
  - 短編：テッサ・デア（英語版） "Romancing the Duke"
- 2016年：
  - 長編：Deeanne Gist "Tiffany Girl"
  - 短編：Julie Anne Long "It Started with a Scandal"
- 2017年：
  - 長編：Laura Lee Guhrke "No Mistress of Mine"
  - 短編：Kelly Bowen "A Duke to Remember"
- 2018年：
  - 長編：Kelly Bowen "Between the Devil and the Duke"
  - 短編：Catherine Tinley "Waltzing with the Earl"
- 2019年：
  - 長編：Mia Vincy "A Wicked Kind of Husband"
  - 短編：Kelly Bowen "A Duke in the Night"

### Inspirational Romance
- 1985年：シャーロット・ニコルズ "For the Love of Mike"
- 1986年：キャスリーン・カー（英語版） "From This Day Forward"
- 1995年：フランシン・リバーズ（英語版） "An Echo in the Darkness"
- 1996年：フランシン・リバーズ "As Sure as the Dawn"
- 1997年：フランシン・リバーズ "The Scarlet Thread"
- 1998年：メロディー・カールソン（英語版） "Homeward"
- 1999年：ロビン・リー・ハッチャー "Patterns of Love"
- 2000年：ディー・ヘンダーソン（英語版） "Danger in the Shadows"
- 2001年：ロビン・リー・ハッチャー "The Shepherd's Voice"
- 2002年：デボラ・ラネイ（英語版） "Beneath a Southern Sky"
- 2003年：アイリーン・ハノン（英語版） "Never Say Goodbye"
- 2004年：ゲイル・ローパー "Autumn Dreams"
- 2005年：シェリー・ベイツ "Grounds To Believe"
- 2006年：ベス・パティーロ "Heavens To Betsy"
- 2007年：タマラ・アレキサンダー（英語版） "Revealed"
- 2008年：リンダ・グッドナイト "A Touch of Grace"
- 2009年：スーザン・メイ・ウォレン "Finding Stefanie"
- 2010年：タマラ・アレキサンダー "The Inheritance"
- 2011年：アイリーン・ハノン "In Harm's Way"
- 2012年：セレナ・B・ミラー（英語版） "The Measure of Katie Calloway"
- 2013年：エリザベス・カムデン "Against the Tide"
- 2014年：カーラ・ローレアノ "Five Days in Skye"
- 2015年：アイリーン・ハノン "Deceived"
- 2016年：Kristi Ann Hunter "A Noble Masquerade"
- 2017年：Tammy L. Gray "My Hope Next Door"
- 2018年：Kara Isaac "Then There Was You"

### ロマンティック要素の強い作品
出典：。部門の名の変遷：ベスト・ロマンス（1990年 - 1996年）、RWAが選ぶベスト（1998年）、ロマンティック要素の強いベスト（2004年 - 2008年）
- 1990年：ラヴィル・スペンサー（英語版） "Morning Glory"
- 1991年：ローラ・キンセイル（英語版） "The Prince of Midnight"
- 1992年：ダイアナ・ガバルドン 『時の旅人クレア』(Outlander)
- 1993年：ジル・マリー・ランディス（英語版） "Come Spring"
- 1994年：スーザン・ウィッグス（英語版） "Lord of the Night"
- 1995年：スーザン・エリザベス・フィリップス "It Had To Be You"
- 1996年：ノーラ・ロバーツ 『心やすらぐ緑の宿』 (Born in Ice)
- 1998年：スーザン・エリザベス・フィリップス 『あなたがいたから』 (Nobody's Baby But Mine)
- 2004年：クリスティン・ハンナ（英語版） "Between Sisters"
- 2005年：イヴリン・ヴォーン "A.K.A. Goddess"
- 2006年：バーバラ・サミュエル "Lady Luck's Map of Vegas"
- 2007年：ジェニファー・アシュリー（英語版） "A Lady Raised High"
- 2008年：ディアナ・レイボーン（英語版） "Silent in the Grave"
- 2009年：ノーラ・ロバーツ 『遥か栄華をはなれて』 (Tribute)
- 2010年：バーバラ・オニール（英語版） "The Lost Recipe for Happiness"
- 2011年：ジョディ・トマス（英語版） "Welcome to Harmony"
- 2012年：バーバラ・オニール "How to Bake a Perfect Life
- 2013年：シモーネ・セント・ジェームス "The Haunting of Maddy Clare"
- 2017年：Weina Dai Randel "The Moon in the Palace"
- 2018年：Kristan Higgins "Now that You Mention It"

### パラノーマル・ロマンス
- 1992年：ジャスティン・デイビス 『天使に恋したら』 (Angel for Hire)
- 1993年：アントワネット・ストッケンバーグ 『エミリーズ・ゴースト』 (Emily's Ghost)
- 1994年：アン・スチュアート（英語版） "Falling Angel"
- 1995年：ジャスティン・デイビス 『気高き獅子におぼれて』 (Lord of the Storm)
- 1996年：モディーン・ムーン "The Covenant"
- 1997年：リン・カーランド（英語版） 『きのうの星屑に願いを』 (Stardust of Yesterday)
- 1998年：ジャスティン・デア "FireHawk"
- 1999年：スーザン・キャロル（英語版） 『魔法の夜に囚われて』 (The Bride Finder)
- 2000年：ジャネット・ベイカー "Nell"
- 2001年：カレン・マリー・モニング 『ハイランドの妖精に誓って』 (The Highlander's Touch)
- 2002年：ロビン・D・オーウェンズ "Heart Mate"
- 2003年：スーザン・グラント（英語版） "Contact"
- 2004年：リンダ・ファロン（英語版） "Shades of Midnight"
- 2005年：ローリー・ハンデランド（英語版） 『青い月夜を駆けぬけて』 (Blue Moon)
- 2006年：リネア・シンクレア（英語版） "Gabriel's Ghost"
- 2007年：クレスリー・コール（英語版） 『満月の夜に』 (A Hunger Like No Other)
- 2008年：J・R・ウォード 『闇を照らす恋人』 (Lover Revealed)
- 2009年：グウェン・クレディ 『Mr.ダーシーに恋して』 (Seducing Mr. Darcy)
- 2010年：クレスリー・コール 『光と闇のはざまで』 (Kiss of a Demon King)
- 2011年：シャロン・アシュウッド "Unchained: The Dark Forgotten"
- 2012年：テア・ハリスン "Dragon Bound"
- 2013年：クレスリー・コール "Shadow's Claim"
- 2014年：スザンナ・キアスリー（英語版） "The Firebird"
- 2015年：クリステン・キャラハン "Evernight"
- 2016年：Angela Quarles（英語版） "Must Love Chainmail"
- 2017年：Jeffe Kennedy（英語版） "The Pages of the Mind"
- 2018年：Stephanie Rowe "Hunt the Darkness"

### 年間ベスト
- 1990年：ラヴィル・スペンサー（英語版） "Morning Glory"
- 1991年：ローラ・キンセイル（英語版） "The Prince of Midnight"
- 1992年：ダイアナ・ガバルドン 『時の旅人クレア』 "Outlander"
- 1993年：ジル・マリー・ランディス（英語版） "Come Spring"
- 1994年：スーザン・ウィッグス（英語版） "Lord of the Night"
- 1995年：スーザン・エリザベス・フィリップス "It Had To Be You"
- 1996年：ノーラ・ロバーツ 『心やすらぐ緑の宿』 (Born in Ice)
- 1998年：スーザン・エリザベス・フィリップス 『あなたがいたから』 (Nobody's Baby But Mine)

### 中編小説
- 1984年：6万5000語以下：エイリーン・ブライアン "Memory and Desire"
- 2000年：マリアンヌ・ウィルマン "Starry, Starry Night"
- 2001年：マリーン・ラブレース "Final Approach to Forever" （"Once Upon A Dream" 収録）
- 2002年：リサ・クレイパス 『最高の贈り物』 (I Will)
- 2003年：リン・カーランド（英語版） "To Kiss in Shadows"
- 2004年：ゲイル・ウィルソン（英語版） "Prisoner of the Tower" 「面影を求めて」 (Prisoner of the Tower) （『結婚と名誉』 (The Wedding Chase) 収録）
- 2005年：マギー・シェイン（英語版） "Her Enemy" （"Night's Edge" 収録）
- 2006年：アレシア・ホリデー "The Naked Truth about Guys" （"The Naked Truth" 収録）
- 2007年：ロクサナ・セントクレア "Tis the Silly Season" （"A NASCAR Holiday" 収録）
- 2008年：ジェニファー・グリーン（英語版） "Born in My Heart" （"Like Mother, Like Daughter" 収録）
- 2009年：ステファニー・ローレンス "The Fall of Rogue Gerard" （"It Happened One Night" 収録）
- 2010年：モリー・オキーフェ "The Christmas Eve Promise" （"The Night Before Christmas" 収録）
- 2011年：ヴァージニア・カントラ "Shifting Sea" （"Burning Up" 収録）
- 2012年：キャロライン・リンデン "I Love the Earl"
- 2013年：エロイザ・ジェームズ（英語版） "Seduced by a Pirate"
- 2014年：ジェイン・ポーター "Take Me, Cowboy"
- 2015年：アンナ・リッチランド "His Road Home"
- 2016年：Roni Loren "Nice Girls Don't Ride"
- 2017年：Courtney Milan（英語版） "Her Every Wish"
- 2018年：Brynn Kelly "Forbidden River"

### ロマンティック・サスペンス
- 1989年：サスペンス：ノーラ・ロバーツ 『傲慢な花』 (Brazen Virtue)
- 1990年：キャスリーン・コーベル "Perchance to Dream"
- 1991年：カレン・キースト 『夜明けの赤いバラ』 (Night Spice)
- 1992年：ノーラ・ロバーツ 『ミッドナイト・コール[注 3]』 (Night Shift)
- 1993年：ノーラ・ロバーツ 『森のなかの儀式』 (Divine Evil)
- 1994年：ノーラ・ロバーツ 『ナイト・シェイド[注 4]』 (Nightshade)
- 1995年：ノーラ・ロバーツ 『悲劇はクリスマスのあとに[注 5]』 (Hidden Riches)
- 1996年：アン・スチュアート（英語版） "Winter's Edge"
- 1997年：ベサニー・キャンベル（英語版） 『逃走』 (See How They Run)
- 1998年：イングリッド・ウィーヴァー（英語版） "On the Way to a Wedding"
- 1999年：テレサ・ウィアー（英語版） "Cool Shade"
- 2000年：ゲイル・ウィルソン（英語版） 『復讐の鐘が鳴るとき』 (The Bride's Protector)
- 2001年：ノーラ・ロバーツ 『少女トリーの記憶』 (Carolina Moon)
- 2002年：テス・ジェリッツェン 『外科医』 (The Surgeon)
- 2003年：ノーラ・ロバーツ 『運命の女神像』 (Three Fates)
- 2004年：ノーラ・ロバーツ 『あの頃を思い出して 第一部』 (Remember When Part 1)
- 2005年：カレン・ローズ（英語版） 『誰かに見られてる』　(I'm Watching You)
- 2006年：J・D・ロブ 『幼子は悲しみの波間に イヴ&ローク21』 (Survivor in Death)
- 2007年：アニー・ソロモン "Blackout"
- 2008年：アン・スチュアート 『青の鼓動』 (Ice Blue)
- 2009年：シンディ・ジェラード（英語版） "Take No Prisoners"
- 2010年：ローラ・グリフィン 『危険な愛の訪れ』 (Whisper of Warning)
- 2011年：カレン・ローズ 『愛の炎が消せなくて』 (Silent Scream)
- 2012年：J・D・ロブ 『悪夢の街ダラスへ イヴ&ローク34』 (New York to Dallas)
- 2013年：ローラ・グリフィン "Scorched"
- 2014年：キャロリン・クレーン "Off the Edge" - 自費出版では初の受賞者
- 2015年：J・D・ロブ 『堕天使たちの聖域』 (Concealed in Death)
- 2016年：Dana Marton（英語版） "Flash Fire"
- 2017年：Elisabeth Naughton "Repressed"
- 2018年：HelenKay Dimon "The Fixer"

### ヤングアダルト・ロマンス
- 1983年：ジョー・スチュアート "Andrea"
- 1984年：バーバラ・バーソロミュー "Julie's Magic Moment"
- 1985年：シェリル・ザック "The Frog Princess"
- 1986年：シェリル・ザック "Waiting for Amanda"
- 1987年：キャスリーン・ガーヴェイ "Video Fever"
- 1988年：アーリン・アールバック "Does Your Nose Get in the Way, Too?"
- 1989年：エイリーン・シャーボニュー（英語版） "The Ghosts of Stony Cove"
- 1990年：ヴィヴァン・シュルフランツ "Renee"
- 1991年： -
- 1992年：ローレイン・マクダニエル（英語版） "Now I Lay Me Down to Sleep"
- 1993年：シェリー・ガーランド "Song of the Buffalo Boy"
- 1994年：ウェンディ・コルシ・ストーブ "Summer Lightning"
- 1995年：アーリン・プレッサー "Second to None"
- 1996年：シェリル・ザック "Runaway"
- 2008年：メリッサ・マール（英語版） 『妖精の女王』 (Wicked Lovely)
- 2009年：ローズマリー・クレメント＝ムーア（英語版） "Hell Week"
- 2010年：シモーネ・エルケレス（英語版） "Perfect Chemistry"
- 2011年：ジュリー・カガワ（英語版） 『夢迷宮への片道切符―フェアリー・プリンセス』 (The Iron King)
- 2012年：アン・アギーレ（英語版） "Enclave"
- 2013年：エミリー・マッケイ（英語版） "The Farm"
- 2015年：ジュリアナ・ストーン "Boys Like You"
- 2016年：Jenn Bennett（英語版） "The Anatomical Shape of a Heart"
- 2017年：Jennifer L. Armentrout "The Problem with Forever"
- 2018年：Pintip Dunn "Seize Today"